# Ghiacciaio Comrie
Il ghiacciaio Comrie (in inglese Comrie Glacier) (65°48′S 64°20′W) è un ghiacciaio lungo circa 25 km situato sulla costa di Graham, nella parte occidentale della Terra di Graham, in Antartide. Il ghiacciaio, il cui punto più alto si trova 735 m s.l.m., fluisce verso ovest fino a entrare nella baia di Bigo.

## Storia
Il ghiacciaio Comrie è stato avvistato per la prima volta nel 1909 durante la seconda spedizione antartica francese al comando di Jean-Baptiste Charcot e fu in seguito mappato più dettagliatamente durante la spedizione britannica nella Terra di Graham, 1934-37, al comando di John Rymill. Più tardi, il ghiacciaio è stato poi così battezzato in onore di Leslie J. Comrie, fondatore e primo direttore della Scientific Computing Service Ltd che, come sovrintendente dell'Agenzia dell'almanacco nautico di Sua Maestà (in inglese: "HM Nautical Almanac Office"), sin dal 1934 fornì alla suddetta spedizione britannica copie del The Nautical Almanac.